# 原始怪獣ドラゴドン
『原始怪獣ドラゴドン』（げんしかいじゅうドラゴドン、原題：The Beast of Hollow Mountain）は、1956年にユナイト映画が製作した恐竜映画。カラー、シネマスコープ。

## ストーリー
メキシコの牧場。アメリカ人の牧場主ジミーは、頻発する牛の盗難を、ライバルのメキシコ人がやったと非難するが、彼らは沼地の怪獣のせいだという。信じないジミーは、恋人のサリタらと共に、彼らのいう沼地に向かう。そこに出現した怪獣は、原始の恐竜のようなドラゴドンであった。同行人パンチョがドラゴドンに殺され、サリタもドラゴドンにさらわれるが、ジミーがおとりとなって助け出す。銃弾をも跳ね返すドラゴドンにジミーは決死の覚悟で立ち向かい、底なし沼に誘い込んで沈めるのだった。

## スタッフ
- 監督：エドワルド・ナサウア（エドワード・ナッソー、Edward Nassour）、イスマエル・ロドリゲス（Ismael Rodríguez）
- 製作：エドワルド & ウィリアム・ナサウア
- 原作：ウイリス・H・オブライエン
- 脚本：ロバート・ヒル、カルロス・オレラーナ、イスマエル・ロドリゲス
- 撮影：ジョージ・スタール
- 音楽：ラウル・ラヴィスタ

## キャスト
※括弧内はテレビ版日本語吹替（初回放送1971年2月19日 NETテレビ）
- ジミー・ライアン：ガイ・マディソン（羽佐間道夫）
- サリタ：パトリシア・メディナ（北浜晴子）
- フェリペ・サンチェス：カルロス・ライバス（渡部猛）
- エンリコ・リオス：エドゥアルド・ノエリガ（家弓家正）
- ドン・ペドロ：ジュリオ・ヴィラリイル（大木民夫）
- パンチト：マリオ・ノバロ
- パンチョ：パスカル・ガルシア・ペナ（雨森雅司）

※日本語吹替は、大平透や緒方敏也などが出演している劇場公開版も存在する。

## 製作

### 企画
傑作『ロスト・ワールド』、『キング・コング』を手掛け、ストップモーション・アニメーションの第一人者と言われたウィリス・オブライエンは、『コングの復讐』以来家庭や仕事に恵まれず、1949年の『猿人ジョー・ヤング』ではアカデミー視覚効果賞を受賞したものの興行的には失敗し、不遇の時期を過ごしていた。オブライエンは、1942年に"Gwangi"（1969年にレイ・ハリーハウゼンが『恐竜グワンジ』として映画化）という企画を出すも採用されず、1950年には"The Valley of Mist"という同様の映画を企画するが、こちらも実現しなかった。
映画プロデューサーのナサウア兄弟は、この怪獣映画と西部劇の融合した物語に目を付け、オブライエンより企画を買い取って映画化したが、彼らはオブライエン自身を製作に参加させることはなかった。しかしながら本作は、モデル・アニメーションが使用された映画では最初のカラー作品であり、かつ最初のワイドスクリーン作品である。

### 特殊撮影
前述のとおり、オブライエンは参加しておらず、怪物の造形や動きは非常に稚拙である。怪物はティラノサウルスのように見える恐竜形状で1匹のみの登場、かつクライマックスの10分間しか登場しない。公開当時、「レジスコープ」という新技術を使って撮影したと宣伝されたが、これは事前に動きに合わせて形成された複数の人形を順次入れ替えながら撮影する技法で、当時としても斬新なものではなかった。また、足元のクローズアップでは着ぐるみも使われている。
作家の菊地秀行は、この映画の特撮に触れ、基本的に同一平面でしか動かない従来のモデル・アニメーション作品と比較し、本作の怪獣は坂道を駆け上がり、駆け下り、転ぶという描写が斬新であると語っている。

### 日本での公開
日本では1958年に新東宝が買い付けて配給し、日本語吹替版で公開された。怪獣の名前の「ドラゴドン」は、その際に名づけられたものである。